# Ваља Станеј (Сучава)
Ваља Станеј (рум. Valea Stânei) насеље је у Румунији у округу Сучава у општини Карлибаба. Oпштина се налази на надморској висини од 920 m.

## Становништво
Према подацима из 2002. године у насељу је живело 115 становника.

### Попис2002.
| Расподела становништва по националности 2002.‍ | Расподела становништва по националности 2002.‍ | Расподела становништва по националности 2002.‍ | Расподела становништва по националности 2002.‍ | Расподела становништва по националности 2002.‍ |
| --------------------------------------------- | --------------------------------------------- | --------------------------------------------- | --------------------------------------------- | --------------------------------------------- |
|                                               |                                               |                                               |                                               |                                               |
| Румуни                                        | Румуни                                        |                                               | 109                                           | 94,8%                                         |
| Немци                                         | Немци                                         |                                               | 6                                             | 5,2%                                          |